# Розенау (Бранденбург)
Розенау (нем. Rosenau (Brandenburg)) — община в Германии, в земле Бранденбург.
Входит в состав района Потсдам-Миттельмарк. Подчиняется управлению Вустервиц.  Население составляет 950 человек (на 31 декабря 2010 года). Занимает площадь 49,36 км².
Коммуна подразделяется на 4 сельских округа.
| Год  | Население |
| ---- | --------- |
| 2005 | 992       |
| 2010 | 956       |